# 9 август
9 август е 221-вият ден в годината според григорианския календар (222-ри през високосна година). Остават 144 дни до края на годината.

## Събития
- 48 пр.н.е. – Юлий Цезар разбива Помпей в битката при Фарсала
- 681 г. – На 16-ото заседание на Шестия вселенски събор в Константинопол, презвитер Константин за първи път споменава българската държава като такава.

- 1471 г. – Сикст IV е избран за римски папа.
- 1483 г. – Отслужена е първата меса в Сикстинската капела.
- 1849 г. – Унгарската република е победена от Австрия и Русия.
- 1877 г. – Руското правителство отправя официално предложение към княз Карол I за включване на румънските части в състава на Дунавската армия и участието им в Руско-турската война.
- 1902 г. – Едуард VII е коронован за крал на Великобритания и Ирландия.
- 1920 г. – Влиза в сила Ньойският мирен договор, наложен на България след поражението ѝ в Първата световна война.
- 1942 г. – Втората световна война: Японската армия побеждава войските на Алианса в битката при Саво.
- 1945 г. – Втората световна война: Японският град Нагасаки е унищожен от атомната бомба с кодово име „Дебелака“, хвърлена от американски бомбардировач B-29.
- 1946 г. – На пленум на ЦК на БРП (к) е приета резолюция за даване културна автономия на Пиринския край.
- 1965 г. – Сингапур получава независимост от Малайзия.
- 1970 г. – Полет 502 на LANSA се разбива след излитане от летище Куиспикиля, Куско, Перу и убива 99 от 100-те души на борда, както и двама души на земята.
- 1974 г. – Джералд Форд става 38-ия президент на САЩ след като Ричард Никсън подава оставка.
- 1988 г. – България установява дипломатически отношения с Европейската икономическа общност.
- 1989 г. – Генералният секретар на НАТО Манфред Вьорнер прави декларация, в която отправя обвинения във връзка с положението на българските турци.
- 1992 г. – На XXV летни олимпийски игри в Барселона (Испания), България заема 18-о място по брой на медалите (3 златни, 7 сребърни и 6 бронзови).
- 1993 г. – Албер II става крал на Белгия.
- 1995 г. – Самолетът при полет 901 на „Авиатека“ се разбива във вулкана Сан Висенте в Салвадор и убива всички 65 души на борда.
- 2024 г. – Самолетът при полет 2283 на „Воепас“ се разбива близо до Винйедо, щата Сао Пауло и убива всички 62 души на борда.

## Родени
- 1387 г. – Хенри V, крал на Англия († 1422 г.)
- 1776 г. – Амадео Авогадро, италиански химик († 1867 г.)
- 1783 г. – Александра Павловна, Велика руска княгиня († 1801 г.)
- 1896 г. – Жан Пиаже, швейцарски психолог, логик и философ († 1980 г.)
- 1896 г. – Леонид Масин, руски балетист и хореограф († 1979 г.)
- 1898 г. – Васил Икономов, анархист († 1925 г.)
- 1899 г. – Памела Травърз, писателка († 1996 г.)
- 1910 г. – Роберт ван Хюлик, нидерландски китаист († 1967 г.)
- 1911 г. – Уилям Алфред Фаулър, американски физик, Нобелов лауреат († 1995 г.)
- 1913 г. – Радой Попиванов, български биолог († 2010 г.)
- 1914 г. – Люба Енчева, българска пианистка и педагожка († 1989 г.)
- 1914 г. – Петър Бобев, български писател-белетрист († 1997 г.)
- 1914 г. – Туве Янсон, финска писателка, пишеща на шведски език († 2001 г.)
- 1918 г. – Робърт Олдридж, американски кинорежисьор († 1983 г.)
- 1922 г. – Филип Ларкин, британски поет († 1985 г.)
- 1927 г. – Робърт Шоу, британски актьор († 1978 г.)
- 1938 г. – Леонид Кучма, президент на Украйна от 1994 до 2005 г.
- 1938 г. – Ото Рехагел, германски футболист и треньор
- 1938 г. – Род Лейвър, австралийски тенисист
- 1939 г. – Романо Проди, министър-председател на Италия
- 1943 г. – Любомир Кавалек, чешко-американски шахматист († 2021 г.)
- 1946 г. – Георги Василев, български футболист и треньор
- 1947 г. – Джон Варли, американски писател
- 1947 г. – Енцо Гузман, малтийски певец и композитор († 2021 г.)
- 1948 г. – Валентин Колев, български художник († 2023 г.)
- 1950 г. – Игнат Младенов, български футболист
- 1951 г. – Александър Божков, български политик († 2009 г.)
- 1951 г. – Никола Колев, български военен деец и политик († 2021 г.)
- 1957 г. – Мелани Грифит, американска актриса
- 1959 г. – Къртис Блоу, рапър
- 1962 г. – Надежда Михайлова, български политик
- 1963 г. – Уитни Хюстън, американска певица и актриса († 2012 г.)
- 1966 г. – Иво Недялков, български юрист и предприемач
- 1968 г. – Джилиън Андерсън, американска актриса
- 1968 г. – Ерик Бана, австралийски актьор и комик
- 1973 г. – Филипо Индзаги, италиански футболист
- 1976 г. – Рона Митра, британска актриса
- 1976 г. – Одре Тоту, френска актриса
- 1981 г. – Роланд Линц, австрийски футболист
- 1982 г. – Тайсън Гей, американски атлет

## Починали
- 378 г. – Валент, римски император (* ок. 328 г.)
- 803 г. – Ирина Атинянката, византийска императрица (* 752 г.)
- 1516 г. – Йеронимус Бош, брабантски художник (* 1450 г.)
- 1601 г. – Михай Витязул, владетел на Влашко (* 1558 г.)
- 1904 г. – Фридрих Рацел, германски географ (* 1844 г.)
- 1909 г. – Георги Златарски, български геолог (* 1854 г.)
- 1919 г. – Ернст Хекел, немски учен (* 1834 г.)
- 1919 г. – Руджеро Леонкавало, италиански композитор (* 1858 г.)
- 1927 г. – Сава Мирков, български военен лекар (* 1850 г.)
- 1928 г. – Антон Стоилов български етнограф, фолклорист, педагог (* 1869 г.)
- 1937 г. – Фердинанд Шилър, британски философ (* 1864 г.)
- 1939 г. – Стоян Аргиров, български учен, филолог и създател на библиотечното дело (* 1870 г.)
- 1942 г. – Едит Щайн, немски философ от еврейски произход (* 1891 г.)
- 1942 г. – Иван Дорев, български книжовник (* 1866 г.)
- 1947 г. – Реджиналд Инъс Поукък, британски зоолог (* 1863 г.)
- 1949 г. – Дончо Костов, български биолог (* 1897 г.)
- 1956 г. – Никола Данчов, български лексикограф и енциклопедист (* 1878 г.)
- 1956 г. – Юрдан Данчов, български инженер (* 1871 г.)
- 1962 г. – Херман Хесе, германски писател, Нобелов лауреат през 1946 г. (* 1877 г.)
- 1969 г. – Сесил Франк Поуел, британски физик, Нобелов лауреат през 1950 г. (* 1903 г.)
- 1975 г. – Дмитрий Шостакович, руски композитор (* 1906 г.)
- 1985 г. – Олег Нейкирх, български шахматист (* 1914 г.)
- 2000 г. – Георги Чилингиров, български народен певец (* 1914 г.)
- 2000 г. – Джон Харшани, американски икономист (* 1920 г.)
- 2007 г. – Живко Бояджиев, български езиковед (* 1936 г.)
- 2007 г. – Улрих Пленцдорф, немски писател (* 1934 г.)

## Празници
- ООН – Международен ден на коренното население (от 1994 г.)
- Канада – Ден на миротворците
- Република Карелия – Ден на републиката
- Русия – Ден на военната слава на Русия
- САЩ – Ден на защита на горите от пожари
- Сингапур – Ден на независимостта (1965 г. – отделяне от Малайзия като самостоятелна държава, национален празник)
- ЮАР – Национален ден на жените